# Selegilina
La selegilina appartiene al gruppo delle fenetilamine e più precisamente è un derivato della metamfetamina con un gruppo propargile attaccato all'atomo di azoto, usata nel trattamento della malattia di Parkinson, depressione e demenza senile (le ultime off-label in Italia). Dal punto di vista farmacologico è un inibitore irreversibile e selettivo degli enzimi MAO-B, tuttavia a dosi elevate (sopra i 10 mg) perde la sua selettività per la MAO-B inibendo anche la MAO-A.

## Indicazioni
La selegilina (l'isomero levo del Deprenyl) usata in terapia in associazione con L-DOPA, aumenta e prolunga l'effetto di quest'ultima. Ultimamente si sta riproponendo come farmaco per la depressione e negli USA è entrata in commercio a questo proposito sotto forma di cerotto transdermico a rilascio prolungato (simile a quelli di nicotina per smettere di fumare) sotto il nome Emsam, in questo modo si possono assumere anche dosaggi elevati senza bisogno di praticare una dieta priva di tiramina visto che viene saltato il metabolismo epatico e la sostanza entra direttamente in circolo.

## Effetti collaterali
Fra gli effetti collaterali più frequenti si riscontrano discinesie, vertigini, insonnia e disturbi del sonno, cefalea, nausea, diarrea, midriasi, tremori. Tuttavia questi effetti collaterali sono dose-dipendenti. A basse dosi l'unico effetto collaterale comune è la stimolazione psicofisica.

## Farmacocinetica
La selegilina ha una biodisponibilità orale di circa il 10%, che aumenta se ingerita insieme a un pasto grasso, poiché la molecola è liposolubile.  La selegilina ei suoi metaboliti si legano ampiamente alle proteine plasmatiche (con una frazione del 94%). Attraversano la barriera emato-encefalica ed entrano nel cervello, dove si sono concentrati maggiormente nel talamo, nei gangli della base, nel mesencefalo e nel giro cingolato. 
La selegilina viene metabolizzata principalmente nell'intestino e nel fegato; esso ei suoi metaboliti vengono escreti nelle urine.
La selegilina viene metabolizzata in desmetilselegilina e parzialmente in levometamfetamina e levoamfetamina, questo (a dosaggi elevati) può determinare positività ai test di screening per le sostanze stupefacenti (amfetamine). Questi isomeri, al contrario dei loro opposti (d-metamfetamina e d-amfetamina), non possiedono spiccate attività psicotrope sul SNC ed hanno una potenza di 1/10 e 1/3 rispettivamente. Proprio per questo non ha potenziale d'abuso e non è una sostanza controllata, tanto che la levometamfetamina (agendo come vasocostrittore) è in commercio negli USA negli spray Vick's, usati come decongestionante nasale.